# Manuel Oribe
Manuel Oribe ili rodnim imenom Manuel Ceferino Oribe y Viana (Montevideo, 26. kolovoza 1792. – Montevideo, 12. studenog 1857.) bio je urugvajski general i političar, drugi urugvajski predsjednik i osnivač konzervatističke Narodne stranke.

## Životopis
Manuel Oribe rođen je u Montevideu 26. kolovoza 1792. godine kao sin pomorskog kapetana Francisca Oribe i majke Maríe Francisce Viane, koja je bila potomak prvog gradonačelnika Montevidea, Joséa Joaquína de Viane. Početkom revolucije i borbe za urugvajsku neovisnost radio je kao volonter i rezervist u Rio de la Plati.
Svoje vojničko vatreno krštenje imao je u bitki kod Cerrita, u kojoj su se sukobili španjolski kolonijalisti, koji su tada kontrolirali Montevideo, i pobunjenici koji su napredovali iz smjera Buenos Airesa. Iako su kolonijalisti imali 2.000 vojnika, odnosno dvostruko više od pobunjenika i vojnika Vicekraljevstva La Plate, pobunjejici su odnijeli pobjedu s 90 poginulih i 40 zarobljenih vojnika. U bitci je sudjelovao 31. prosinca 1812. godine, tijekom druge opsade Montevidea, u kojoj su urugvajski domoljubi osvojili Montevideo i pokazali odlučnost, snažnu volji i želju za ostvarivanjem neovisnosti. "Otac urugvajske nacije", José Gervasio Artigas, bio mu je suborac u Luso-brazilskoj invaziji 1816. godine.
Godinu dana poslije, početkom 1817. godine, kada je Montevideo pao u ruke Portugalaca i Brazilaca, Oribe se preselio u buenos Aires zajedno sa svojom braćom Ignacijem and Colonelom Rufinom Bauzom te svojim manjim bataljunom odanih vojnika.
Kao drugi Predsjednik Urugvaja po redu služio je trogodišnji mandat između 1. ožujka 1835. i 24. listopada 1838. godine. Snažno je podupirao argentinskog državnika Jauana Manuela de Rosasa, u narodu znanog kao "raskidača zakona".
U listopadu 1838. godine, Fructuoso Rivera je porazio Oribea i prisilio ga na bijeg u Buenos Aires. No, nudući da se nije slagao s dolaskom stranke Colorado na vlast, Oribe je zajedno s Argentincima započeo Urugvajski građanski rat. Na stranu Rivere stali su čak i Francusko carstvo te Ujedinjeno Kraljevstvo Velike Britanije i Irske. Unatoč činjenici da se talijanski revolucionar Giuseppe Garibaldi borio na strani Biancosa, Crvenaši (pripadnici stranke Colorado) nanijeli su konačni poraz Biancosima 1904. godine.
Objavio je 56 znanstvenih i stručnih radova u 113 publikacija na tri jezika, koji se čuvaju u 668 svjetskih knjižnica.

## Vanjske poveznice

### Mrežna mjesta
- (šp.) Vođa Biancosa i urugvajskih domoljuba -  Manuel Oribe  Arhivirana inačica izvorne stranice od 26. travnja 2016. (Wayback Machine), El País, objavljeno 19. travnja 2013.
- (šp.) Službene stranice Narodne stranke

### Ostali projekti
|  | Zajednički poslužitelj ima još gradiva o temi Manuel Oribe |